# Bolčina
Bolčina je priimek v Sloveniji, ki ga je po podatkih Statističnega urada Republike Slovenije na dan 1. januarja 2010 uporabljalo 316 oseb in je med vsemi priimki po pogostosti uporabe uvrščen na 1.212. mesto.

## Znani nosilci priimka
- Borja Bolčina (*1976), kitarist, pesnik (kantavtor)
- Gregor Bolčina, ekolog divjadi
- Gregor Bolčina (*1984), RTV voditelj
- Ivo Bolčina (1932–2008), prosvetni delavec, zborovodja
- Karel (Karlo) Bolčina (*1964), župnik in dekan v Štandrežu, škofijski vikar za Slovence
- Matjaž Bolčina, arhitekt
- Matija Bolčina, novogoriški kantavtor
- Nataša Bolčina Žgavec, radijska in TV voditeljica, urednica
- Polona Bolčina, zborovodkinja
- Radoš Bolčina (*1965), igralec
- Tomaž Bolčina, košarkar
- Uroš Bolčina, enolog